# Catch Me If You Can (2002)
Catch Me If You Can (englisch für ‚Fangt mich, wenn ihr könnt‘) ist eine US-amerikanische Gaunerkomödie aus dem Jahr 2002. Die Filmbiografie von Steven Spielberg basiert auf Begebenheiten im Leben des Frank Abagnale und einem Roman von Stan Redding. Abagnale wird von Leonardo DiCaprio verkörpert, der für seine Darstellung für einen Golden Globe nominiert wurde.

## Handlung
In den 1960er Jahren lernt Frank William Abagnale Junior bei seinem Vater, einem erfolglosen Kleinunternehmer, wie man mit Menschen sprechen muss, um sie für sich einzunehmen. Als sein Vater pleitegeht und seine Eltern sich scheiden lassen, soll er sich entscheiden, bei welchem Elternteil er aufwachsen möchte, doch der 16-Jährige macht sich davon und geht nach New York. Nach zunächst primitiven Betrugsversuchen mit gefälschten Schecks gelingt es ihm schließlich, diese hinreichend gut zu fälschen. Er stellt die Schecks auf weit entfernte Banken aus, und da sie zu dieser Zeit noch per Post zu jener Bank geschickt werden, die sie angeblich ausgestellt hat, kann er in dem Zeitraum, bis die Schecks dort angekommen sind und der Betrug auffliegt, ungestört zahlreiche Schecks einlösen.
Abagnale bewundert die gesellschaftliche Stellung von Piloten und gibt sich künftig als Pan-Am-Copilot aus. Es gelingt ihm, Tausende von Meilen kostenlos als Deadhead bei anderen Fluggesellschaften mitzufliegen und sich mit gefälschten Gehaltsschecks sein ausschweifendes Leben zu finanzieren. Als der FBI-Ermittler Hanratty sich auf seine Spur setzt, wird Abagnales Leben jedoch zur permanenten Flucht. Trotz alledem will er den Kontakt zu seinem Vater aufrechterhalten und ihn an seinem Reichtum teilhaben lassen. Doch dieser lehnt seine Geschenke ab – er hat aufgrund von Steuerschulden die Finanzbehörden im Nacken.
Später lernt Abagnale in einem Krankenhaus die Krankenschwester Brenda kennen. Aus Liebe zu ihr bewirbt er sich um eine Stelle als Oberarzt. Obwohl er als vorgeblicher Harvard-Absolvent eigentlich überqualifiziert ist, bekommt er die Stelle. Da er aus Arztserien im Fernsehen die Fachsprache beherrscht, kann er den Eindruck erwecken, tatsächlich Mediziner zu sein, obwohl er kein Blut sehen kann.
Um die von ihrer Familie verstoßene Brenda mit dieser zu versöhnen, hält er um ihre Hand an und behauptet gegenüber der Familie, er sei zusätzlich Jurist und habe seinen Abschluss wie Brendas Vater in Berkeley gemacht. Tatsächlich bekommt er durch ihn eine Anstellung als Rechtsanwalt. Wieder studiert er in TV-Serien die juristische Fachsprache und kann den Anschein als Anwalt aufrechterhalten. Während der Verlobungsfeier mit Brenda taucht Hanratty auf. Abagnale muss seine Flucht fortsetzen und offenbart sich Brenda in der Hoffnung, sie werde ihn begleiten. Brenda verrät ihn jedoch und Frank flieht enttäuscht nach Europa. Abermals als Pan-Am-Pilot organisiert er eine fingierte Bewerbungsveranstaltung für Pan-Am-Stewardessen und wirbt acht junge Damen an. In deren Geleit schafft er es, die zahlreichen FBI-Agenten am Flughafen abzulenken und sich nach Europa abzusetzen. Mittlerweile hat er mit seinen gefälschten Schecks einen Schaden von über vier Millionen US-Dollar verursacht.
Nachdem Abagnale auch Europa mit seinen gefälschten Schecks übersät hat, erinnert Hanratty sich an eine Äußerung von Abagnales Mutter über ihr Heimatdorf Montrichard in der französischen Provinz. Am Weihnachtsabend 1969 findet er dort den mittlerweile international gesuchten Abagnale in einer Lagerhalle, wo dieser eine professionelle Druckerwerkstatt betreibt. Die französische Polizei nimmt Abagnale in Gewahrsam, doch Hanratty kann ihn auslösen. Auf dem Rückflug in die Vereinigten Staaten erfährt Abagnale, dass sein Vater bei einem Unfall ums Leben gekommen ist. Daraufhin entwischt er erneut durch die Verkleidung der Bordtoilette ins Fahrwerk und setzt sich unmittelbar nach der Landung über das Rollfeld ab, um seine Mutter bei ihrer neuen Familie aufzusuchen.
Dort wird er wieder von Hanratty aufgegriffen und später vor Gericht zu zwölf Jahren Gefängnis verurteilt. Da er ein Experte im Erstellen und Erkennen von gefälschten Schecks ist, erhält er das Angebot, seine Strafe in Freiheit zu verbüßen, wenn er sich dazu bereit erklärt, im Betrugsdezernat des FBI bei der Aufklärung von Scheckbetrügereien mitzuhelfen. Er nimmt das Angebot an und arbeitet mit Erfolg unter dem zum Leiter der Abteilung aufgestiegenen Hanratty, der zu einem Freund für ihn geworden ist.

## Hintergrund
Der Film hatte ein Budget von rund 52 Mio. US-Dollar und spielte weltweit rund 352 Mio. US-Dollar ein.
Der reale Frank Abagnale hat einen Cameo und spielt in dem Film in einer kurzen Szene selbst mit. Er verkörpert den französischen Polizisten, der den flüchtigen Frank Abagnale schließlich an Heiligabend in Montrichard festgenommen hat.
Frank Abagnale verwendet u. a. den Namen „Barry Allen“, wobei es sich um die bürgerliche Identität des Superhelden The Flash handelt.
Die Handlung des 1961 erschienenen Film Ein charmanter Hochstapler mit Tony Curtis ist sehr ähnlich und endet ebenfalls mit dem Auftreten der Hauptfigur als FBI-Agent.
In der Zeichentrickserie Die Simpsons wird in Staffel 15, Episode 18 mit dem Originaltitel Catch ’Em If You Can (deutsch Auf der Flucht) aus dem Jahr 2004 auf den Film angespielt: Eine Verfolgungssequenz wird mit dem musikalischen Thema des Films untermalt und ähnlich dessen Filmvorspann dargestellt (schemenhaft und mit reduzierten Farben und Formen).
Seit dem 11. März 2011 wird im Neil Simon Theatre am Broadway die gleichnamige Musicalfassung des Films aufgeführt. Die europäische Uraufführung fand am 24. Oktober 2013 in den neueröffneten Kammerspielen des Theaters in der Josefstadt in Wien statt.

## Synchronisation
Die deutsche Synchronfassung wurde von der Synchronfirma Berliner Synchron GmbH Wenzel Lüdecke aus Berlin übernommen. Für das Dialogbuch war Alexander Löwe verantwortlich, für die Dialogregie Frank Schaff.
| Rolle              | Schauspieler       | Synchronsprecher   |
| ------------------ | ------------------ | ------------------ |
| Frank Abagnale Jr. | Leonardo DiCaprio  | Gerrit Schmidt-Foß |
| Carl Hanratty      | Tom Hanks          | Arne Elsholtz      |
| Frank Abagnale Sr. | Christopher Walken | Bodo Wolf          |
| Brenda Strong      | Amy Adams          | Giuliana Jakobeit  |
| Roger Strong       | Martin Sheen       | Joachim Kerzel     |
| Carol Strong       | Nancy Lenehan      | Ursula Heyer       |
| Jack Barnes        | James Brolin       | Jürgen Kluckert    |
| Paula Abagnale     | Nathalie Baye      | Beate Haeckl       |
| Cheryl Ann         | Jennifer Garner    | Ghadah Al-Akel     |
| Earl Amdursky      | Brian Howe         | Roland Hemmo       |

## Rezeption
Catch Me If You Can erhielt ein gutes Presseecho, was sich auch in den Auswertungen US-amerikanischer Aggregatoren widerspiegelt. So erfasst Rotten Tomatoes fast ausschließlich wohlwollende Besprechungen und ordnet den Film dementsprechend als „Zertifiziert Frisch“ ein. Laut Metacritic fallen die Bewertungen im Mittel „Grundsätzlich Wohlwollend“ aus.
TV Spielfilm nennt das Werk „ein elegantes, nostalgisches Gaunerstück“ und ein „verrücktes Katz-und-Maus-Spiel“, welches bis auf das lahme Ende „diebischen Spaß [bereitet]“. Hier sei vom „elegant gestylten Vorspann an allein der Sixties-Look eine Augenweide“.

„Eine von Steven Spielberg mit großer Leichtigkeit inszenierte Nostalgie-Geschichte, die den Zuschauer in die bonbonfarbene Kino-Welt der 1960er-Jahre entführt. Der motivierende, aber allzu ausführlich abgehandelte Vater-Sohn-Konflikt behindert gelegentlich den Fluss der sympathischen Komödie.“

„Was für eine Erholung. Da hatte sich Steven Spielberg mit aller Verbohrtheit in die kalte, alptraumhafte Unterwelt des totalitären Überwachungssystems von Minority Report hineingeschafft, die er seinem Publikum dann doch nicht ohne die süßliche Simulation eines Märchenendes zumuten mochte – und nun, verblüffend rasch danach, jongliert er leichthändig mit den Bauteilen einer klassischen Gaunerjagdkomödie und den farbenfrohen Spielsachen des Sechziger-Jahre-Kinos, um einen Kunst-Schwindel der Luxusklasse auf die Leinwand zu zaubern.“

„Nach den bedeutungsschwangeren Der Soldat James Ryan, A.I. und Minority Report wirkt sein neuer Film jetzt fast wie eine musikalische Fingerübung; eine elegante Jazznummer, deren Melodie und Rhythmus Spielberg mit überraschender Lässigkeit beherrscht.“

| Jahr | Award                         | Kategorie                      | Empfänger          | Ergebnis     |
| ---- | ----------------------------- | ------------------------------ | ------------------ | ------------ |
| 2003 | Oscar                         | Bester Nebendarsteller         | Christopher Walken | Nominierung  |
| 2003 | Oscar                         | Beste Filmmusik                | John Williams      | Nominierung  |
| 2003 | Golden Globe                  | Bester Hauptdarsteller – Drama | Leonardo DiCaprio  | Nominierung  |
| 2003 | BAFTA Award                   | Bester Nebendarsteller         | Christopher Walken | Auszeichnung |
| 2003 | BAFTA Award                   | Bestes adaptiertes Drehbuch    | Jeff Nathanson     | Nominierung  |
| 2003 | BAFTA Award                   | Beste Filmmusik                | John Williams      | Nominierung  |
| 2003 | BAFTA Award                   | Beste Kostüme                  | Mary Zophres       | Nominierung  |
| 2003 | SAG Award                     | Bester Nebendarsteller         | Christopher Walken | Auszeichnung |
| 2003 | MTV Movie Award               | Bester Schauspieler            | Leonardo DiCaprio  | Nominierung  |
| 2003 | Award der Art Directors Guild |                                |                    |              |
| 2003 | BMI Film Music Award          |                                |                    |              |
| 2003 | Edgar Allan Poe Award         |                                |                    |              |
| 2003 | Harry Award                   |                                |                    |              |
| 2004 | Grammy                        | Beste Filmmusik                |                    |              |
| 2004 | British Animation Award       |                                |                    |              |